# Carl-Heydemann-Ring (Stralsund)
Der Carl-Heydemann-Ring in Stralsund verbindet die Friedrich-Engels-Straße mit der Feldstraße bei der Einmündung des Damaschkewegs. Die Barther Straße, der Tribseer Damm und die Alte Richtenberger Straße kreuzen den Carl-Heydemann-Ring, ebenso die Bahnstrecke Stralsund–Rostock mit einem beschrankten Bahnübergang. Vom Carl-Heydemann-Ring gehen der Jungfernstieg, die Mariakronstraße, die Ketelhotstraße, die Karl-Krull-Straße, die Straße Am Rostocker Werk, der Phillipp-Julius-Weg und die Straße An der Kupfermühle ab.

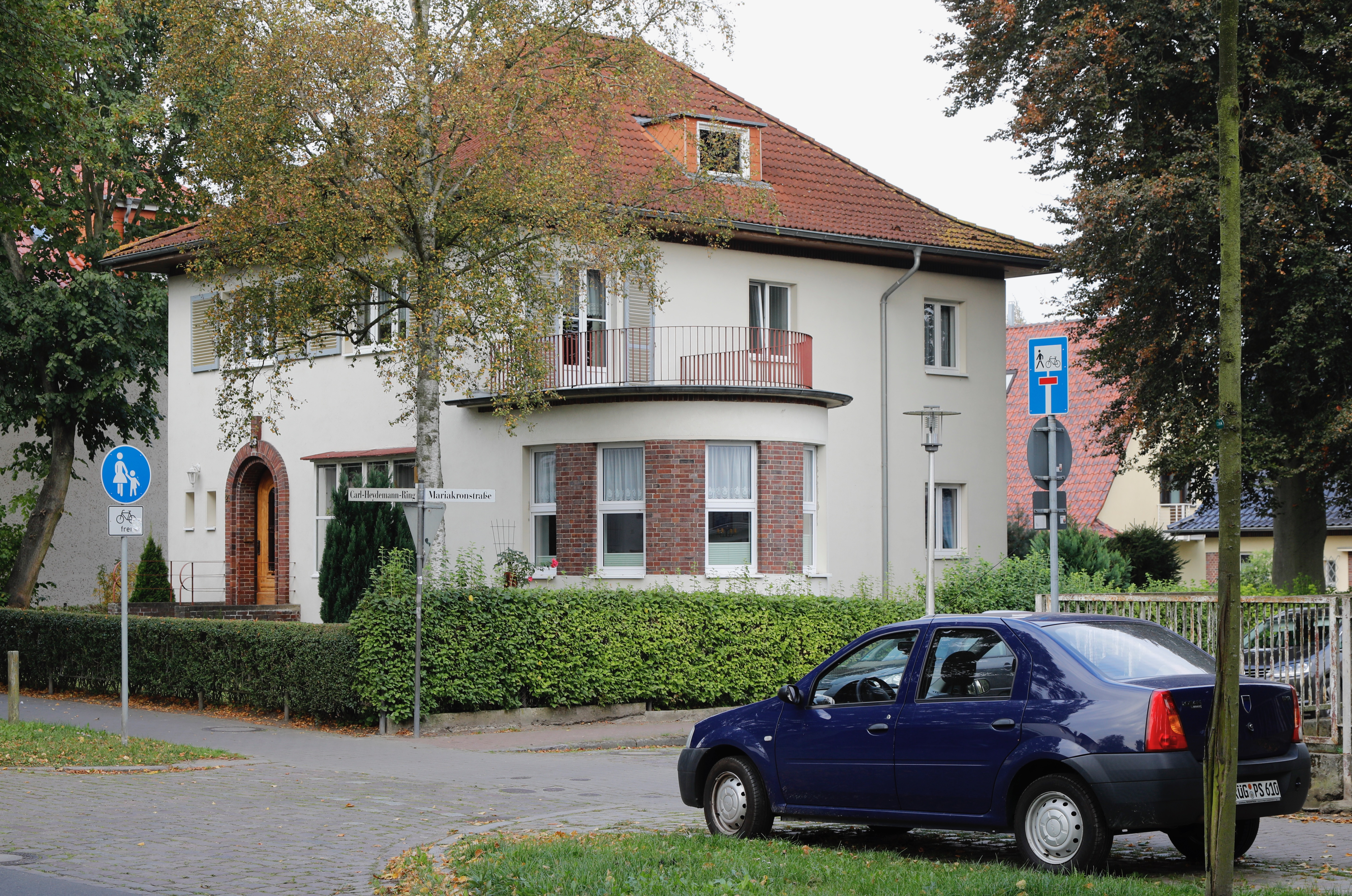
Das Haus Carl-Heydemann-Ring 23, Ecke Mariakronstraße, in Stralsund (2017)

Die im Stadtteil Tribseer Vorstadt gelegene Straße verläuft am Moorteich vorbei. Nahe der Bahnstrecke befindet sich der Platz des Friedens.
Die Straße wurde in ihrer jetzigen Länge in den 1930er Jahren ausgebaut. Der Name des bis dahin als Straße angelegten Abschnitts zwischen der damaligen Teichstraße (heute Friedrich-Engels-Straße) und der heutigen Karl-Krull-Straße hieß Mönchenhof nach dem in der Nähe befindlichen Kloster Mariakron. Der Abschnitt zwischen Tribseer Damm und Alter Richtenberger Straße hieß An der Schleusenbrücke. Im Jahr 1938 wurde die gesamte Straße nach dem SA-Mann Horst Wessel benannt, einen Bezug zu Stralsund gab es dabei nicht. Kurz nach Ende des Zweiten Weltkriegs veranlasste der Stralsunder Oberbürgermeister Otto Kortüm die Umbenennung der Straße in Carl-Heydemann-Ring. Carl Heydemann war von 1924 bis 1938 Oberbürgermeister Stralsunds; zum Zeitpunkt der Namensgebung war er schon verstorben. Am 2. Januar 1969 wurde in einem Artikel in der Ostsee-Zeitung auf die am nächsten Tag anstehende erneute Umbenennung der Straße, diesmal in Wilhelm-Pieck-Allee, hingewiesen; der 1960 gestorbene Wilhelm Pieck war Präsident der Deutschen Demokratischen Republik. Carl Heydemann wurde in der Zeitung eine "äußerst profaschistische Rolle" vorgeworfen. Tatsächlich unterzeichnete Heydemann in seiner Funktion als Leiter der Polizei in Stralsund im Jahr 1933 Schutzhaftbefehle gegen Kommunisten und Sozialdemokraten; bis Ende August 1933 erreichte er allerdings, dass einige der Inhaftierten aus dem Konzentrationslager Sonnenburg nach Stralsund zurückkehren konnten, darunter auch Otto Kortüm. Am 8. November 1990 beschloss die Stralsunder Bürgerschaft die erneute Umbenennung der Straße; seitdem heißt sie wieder Carl-Heydemann-Ring.
Neun der Gebäude in der Straße sind in die Liste der Baudenkmale Stralsunds eingetragen und stehen unter Denkmalschutz, nämlich die Wohnhäuser Carl-Heydemann-Ring 2/4, Carl-Heydemann-Ring 6, Carl-Heydemann-Ring 9, Carl-Heydemann-Ring 23, Carl-Heydemann-Ring 27, Carl-Heydemann-Ring 29, Carl-Heydemann-Ring 41, Carl-Heydemann-Ring 43 und Carl-Heydemann-Ring 87. Zudem stehen die Straßenpflasterung und die Allee unter Schutz.
Der Landkreis Vorpommern-Rügen und die Bundesagentur für Arbeit unterhalten Dienstgebäude in der Straße.